# Oranje-Groene Kruis
Het Oranje-Groene Kruis was een kruisvereniging van protestantse signatuur.
Het Oranje-Groene Kruis fuseerde in 1978 met het Wit-Gele Kruis en het Groene Kruis tot de Nationale Kruisvereniging (NK).
De voorganger was de in 1938 opgerichte Bond van Protestants-Christelijke Verenigingen voor Wijkverpleging in Nederland, waarin een groot aantal plaatselijke en regionale verenigingen van deze signatuur samengebundeld werden. Sommige van deze verenigingen waren reeds eind 19e eeuw opgericht, en het waren burgemeesters, huisartsen en dominees die hier meestal het initiatief toe namen.